# Championnat du monde de badminton par équipes mixtes 1999
Navigation
Glasgow 1997 Séville 2001
La Sudirman Cup 1999 est la 6e édition de cette compétition, appelée également Championnat du monde de badminton par équipes mixtes. La compétition s'est déroulée du 10 au 15 mai 1999 à Copenhague au Danemark.
La Chine remporte l'épreuve pour la 3e fois consécutive, en battant en finale le Danemark sur le score de 3 à 1.

## Groupe 1

### Groupe A
| Équipe 1  | Équipe 2  | Score |
| --------- | --------- | ----- |
| Chine     | Malaisie  | 4-1   |
| Chine     | Indonésie | 3-2   |
| Indonésie | Malaisie  | 4-1   |

### Groupe B
| Équipe 1     | Équipe 2     | Score |
| ------------ | ------------ | ----- |
| Danemark     | Corée du Sud | 3-2   |
| Danemark     | Suède        | 5-0   |
| Corée du Sud | Suède        | 4-1   |

### Cinquième place
| Équipe 1 | Équipe 2 | Score |
| -------- | -------- | ----- |
| Suède    | Malaisie | 4-1   |

### Demi-finales
| Équipe 1 | Équipe 2     | Score |
| -------- | ------------ | ----- |
| Chine    | Corée du Sud | 3-2   |
| Danemark | Indonésie    | 3-2   |

### Finale
| Équipe 1 | Équipe 2 | Score |
| -------- | -------- | ----- |
| Chine    | Danemark | 3-1   |

## Classement final
Le premier de chaque groupe est promu dans le groupe précédent lors de l'édition suivante et le dernier est relégué dans le groupe suivant.
| Rang | Nation       |
| ---- | ------------ |
| 1    | Chine        |
| 2    | Danemark     |
| 3    | Indonésie    |
|      | Corée du Sud |
| 5    | Suède        |
| 6    | Malaisie     |

| Rang | Nation         |
| ---- | -------------- |
| 7    | Angleterre     |
| 8    | Thaïlande      |
| 9    | Pays-Bas       |
| 10   | Japon          |
| 11   | Allemagne      |
| 12   | Écosse         |
| 13   | Taipei chinois |
| 14   | Russie         |

| Rang | Nation    |
| ---- | --------- |
| 15   | Ukraine   |
| 16   | Inde      |
| 17   | Hong Kong |
| 18   | Canada    |
| 19   | Australie |
| 20   | Finlande  |
| 21   | Autriche  |
| 22   | Norvège   |

| Rang | Nation         |
| ---- | -------------- |
| 23   | Pays de Galles |
| 24   | Islande        |
| 25   | Bulgarie       |
| 26   | Suisse         |
| 27   | Pologne        |
| 28   | États-Unis     |
| 29   | Biélorussie    |
| 30   | Tchéquie       |

| Rang | Nation     |
| ---- | ---------- |
| 31   | France     |
| 32   | Belgique   |
| 33   | Espagne    |
| 34   | Pérou      |
| 35   | Portugal   |
| 36   | Israël     |
| 37   | Sri Lanka  |
| 38   | Kazakhstan |

| Rang | Nation         |
| ---- | -------------- |
| 39   | Maurice        |
| 40   | Afrique du Sud |
| 41   | Slovaquie      |
| 42   | Brésil         |
| 43   | Lituanie       |
| 44   | Chypre         |
| 45   | Mexique        |
| 46   | Luxembourg     |

| Rang | Nation    |
| ---- | --------- |
| 47   | Estonie   |
| 48   | Nigeria   |
| 49   | Lettonie  |
| 50   | Argentine |